# Revista Nós
Nós va ser una revista publicada en gallec entre 1920 i 1936 amb continguts literaris, lingüístics, artístics, etnogràfics, filosòfics i de pensament polític. Nós va ser impulsada i dirigida per Vicente Risco, qui va buscar insistentment col·laboracions de fora de Galícia per a donar-li a la revista una dimensió europea. El primer nombre va aparèixer el 30 d'octubre de 1920 a Ourense i allí es publicarien fins al 15, després passaria a tenir la seva administració a La Corunya i Santiago de Compostel·la, en la seu de l'Editorial Nós. La direcció va estar sempre dirigida al domicili de Risco.
La revista, unida al pensament nacionalista, pretenia normalitzar l'ús del gallec i dur-lo dels usos orals fins a l'alta cultura. Fins a la publicitat que l'acompanyava era totalment en gallec. Es va intentar també que el disseny gràfic ajudés a aconseguir aquesta dignificació i a crear una estètica genuïnament gallega, pel que Risco va deixar Castelao com responsable artístic. Tractava essencialment dos àmbits distints: d'una banda el descobriment de la identitat gallega, introduint línies d'investigació noves i contribuint a la modernització metodològica que va afectar fonamentalment a l'arqueologia, etnografia, història i pensament; i d'altra banda la presentació de les idees que anaven apareixent a Europa Per a aquest fi es van explorar les cultures europees que es consideraven més pròximes a la gallega: la irlandesa (a Irlanda s'estava convertint en estat independent en aquells dies) i la portuguesa (a Portugal floria la llengua gallega). Encara amb tot, va haver-hi una enorme presència d'altres cultures, especialment en el cas de les centreeuropees que es relacionen amb els gustos de Risco i amb els epicentres culturals predominants en l'època. Altres regions amb gran presència en els articles de la revista van ser, de major a menor freqüència, Galícia i Portugal seguides d'Hispanoamèrica, França i Alemanya. A continuació apareixen altres regions amb situacions sociolingüístiques semblants a la gallega com poden ser Bretanya, Catalunya, País Valencià i Anglaterra.